# Jean Rochefort
Jean Rochefort (Párizs, 1930. április 29. – Párizs, 2017. október 9.) kétszeres César-díjas francia színész.

## Életpályája
Párizsban élő breton család gyermekeként született. Rochefort tizenkilenc éves volt, amikor beiratkozott a Centre d’Art Dramatique de la rue Blanche-ba. Később a párizsi Conservatoire National-ban tanult. Katonai szolgálata után, 1953-tól hét évig a Grenier Hussenot társulat színészeként dolgozott. Ott figyeltek fel rendkívüli tehetségére. Ezután televíziós és filmszínésszé vált, és rendezőként is dolgozott.

## Ismertebb filmjei
| Év   | Filmcím                                  | Eredeti cím                                | Szerep                                   |
| ---- | ---------------------------------------- | ------------------------------------------ | ---------------------------------------- |
| 1961 | Léon Garros keresi barátját              | Leon Garros ishchet druga                  | Fernand                                  |
| 1961 | Fracasse kapitány                        | Le capitaine Fracasse                      | Malartic                                 |
| 1962 | A vasálarcos                             | Le masque de fer                           | Lastreaumont                             |
| 1962 | Cartouche                                | Cartouche                                  | Vakondok                                 |
| 1964 | Angélique, az angyali márkinő            | Angélique, marquise des anges              | François Desgrez                         |
| 1965 | A csodálatos Angélique                   | Merveilleuse Angélique                     | François Desgrez                         |
| 1965 | Egy kínai viszontagságai Kínában         | Les tribulations d’un Chinois en Chine     | Léon                                     |
| 1966 | Angélique és a király                    | Angélique et le roy                        | François Desgrez                         |
| 1966 | Ki vagy te, Polly Maggoo?                | Qui êtes-vous, Polly Maggoo?               | Grégoire Pecque                          |
| 1969 | Ördögöt a farkánál                       | Le diable par la queue                     | Georges gróf                             |
| 1972 | Szív tűz[forrás?]                        | Les feux de la chandeleur                  | Alexandre Boursault                      |
| 1972 | Magas szőke férfi felemás cipőben        | Le grand blond avec une chaussure noire    | Toulouse ezredes                         |
| 1973 | Az örökös                                | L’héritier                                 | Nuncius                                  |
| 1973 | Üdv a művésznek                          | Salut l’artiste                            | Clément Chamfort                         |
| 1974 | A Saint-Paul órása                       | L’horloger de Saint-Paul                   | Guiboud felügyelő                        |
| 1974 | A szabadság fantomja                     | Le fantôme de la liberté                   | M. Legendre                              |
| 1974 | A magas szőke férfi visszatér            | Le Retour du Grand Blond                   | Toulouse ezredes                         |
| 1975 | Piszkoskezű ártatlanok                   | Les innocents aux mains sales              | Albert Légal                             |
| 1975 | Kezdődjék hát az ünnep!                  | Que la fête commence…                      | Dubois abbé                              |
| 1976 | A varázslók[forrás?]                     | Les magiciens                              | Edouard                                  |
| 1975 | Gyilkosság zárt ajtók mögött             | Les vécés étaient fermés de l’intérieur    | Pichard felügyelő                        |
| 1976 | Sokat akar a szarka…                     | Un éléphant ça trompe énormément           | Étienne                                  |
| 1978 | Ki öli meg Európa nagy konyhafőnökeit?   | Who Is Killing the Great Chefs of Europe?  | Grandvilliers                            |
| 1979 | A gavallér                               | Le cavaleur                                | Edouard Choiseul                         |
| 1979 | Bátorság, fussunk!                       | Courage fuyons                             | Martin Belhomme / Adrien Belhomme        |
| 1982 | A nagy testvér (film)[forrás?]           | Le grand frère                             | Charles-Henri Rossi                      |
| 1983 | Vincent barátja                          | L’ami de Vincent                           | Vincent Lamar                            |
| 1984 | Sortűz egy fekete bivalyért              | Sortűz egy fekete bivalyért                | Ácsi Lajos gróf                          |
| 1990 | A fodrásznő férje                        | Le mari de la coiffeuse                    | Antoine                                  |
| 1990 | Anyám kastélya                           | Le château de ma mère                      | Loïs de Montmajour / Adolphe Cassignolez |
| 1991 | A hosszú tél                             | El largo invierno                          | Jordi Casals                             |
| 1992 | Atlantisz[forrás?]                       | L’Atlantide                                | Le Meige                                 |
| 1993 | Tangó                                    | Tango                                      | Bellhop                                  |
| 1993 | Az érzelmes bérgyilkos                   | Cible émouvante                            | Victor Meynard                           |
| 1994 | Divatdiktátorok                          | Prêt-à-Porter                              | Tantpis felügyelő                        |
| 1996 | A nagyhercegek                           | Les grands ducs                            | Eddie Carpentier                         |
| 1996 | Rizsporos intrikák                       | Ridicule                                   | Bellegarde márki                         |
| 1998 | Dr. Doolittle[forrás?]                   |                                            | tigris szinkronhangja (francia)          |
| 1998 | Monte Cristo grófja                      | Le Comte de Monte Cristo                   | Fernand Mondego                          |
| 1999 | Rembrandt                                | Rembrandt                                  | Nicolaes Tulp                            |
| 2000 | Addig jár a korsó a kútra…               | Le placard                                 | Kopel, a rendező                         |
| 2001 | A szerencsefia                           | Honolulu Baby                              | Cri Cri                                  |
| 2002 | A férfi a vonatról                       | L’homme du train                           | Monsieur Manesquier                      |
| 2002 | La Mancha elveszett lovagja              | Lost in La Mancha                          | önmaga (dokumentumfilm)                  |
| 2002 | Blanche, a bosszúálló angyal             | Blanche                                    | Mazarin bíboros                          |
| 2004 | RRRrrrr!!!                               | RRRrrrr!!!                                 | Lucie                                    |
| 2004 | Frankenstein                             | Frankenstein                               | Hegedülő vak férfi                       |
| 2005 | A pokol                                  | L’enfer                                    | Louis                                    |
| 2006 | Senkinek egy szót se!                    | Ne le dis à personne                       | Gilbert Neuville                         |
| 2006 | Tökéletlen páros                         | Désaccord parfait                          | Louis Ruinard                            |
| 2007 | Mr. Bean nyaral                          | Mr. Bean’s Holiday                         | Maître’D főpincér                        |
| 2008 | Mindig gengszter akartam lenni           | J’ai toujours rêvé d’être un gangster      | Jean                                     |
| 2012 | Asterix és Obelix: Isten óvja Britanniát | Astérix & Obélix: Au service de sa Majesté | Lucius Fouinus                           |